# Wellington Oliveira dos Reis
Wellington Oliveira dos Reis, noto semplicemente come Wellington (Cuiabá, 9 gennaio 1989), è un calciatore brasiliano, difensore dell'Uberlândia.

## Caratteristiche tecniche
È un difensore centrale.

## Palmarès

### Club
- Taça Guanabara: 2

Botafogo: 2009, 2010
- Campionato Carioca: 1

Botafogo: 2010